# Manuel Blum
Manuel Blum (Caracas, Venezuela, 26 de abril de 1938) es un informático venezolano conocido por ser el único sudamericano que ha recibido Premio Turing en 1995 «En reconocimiento de sus contribuciones a los fundamentos de la teoría de la complejidad computacional y su aplicación a la criptografía y la verificación de programas».
Sus contribuciones incluyen el generador de números pseudoaleatorios Blum Blum Shub, el «stream cypher» de Blum-Goldwasser, y más recientemente Captchas.

## Educación
Blum nació en una familia judía venezolana. Blum se educó en el Instituto de Tecnología de Massachuset (MIT), donde recibió su licenciatura y su maestría en EECS en 1959 y 1961, respectivamente, y su Ph.D. en matemáticas en 1964 supervisado por Marvin Minsky.

## Carrera
Trabajó como profesor de ciencias de la computación en la Universidad de California, en Berkeley hasta el año 1999. Desde el 1999 al año 2018, fue profesor de  ciencias de la computación en la Universidad Carnegie Mellon (CMU), donde su esposa, Lenore Blum,  también fue profesora de informática. En el año 2002 fue elegido miembro de la Academia Nacional de Ciencias de los Estados Unidos.
Él y su esposa renunciaron a CMU en 2018 para protestar contra el sexismo.

## Investigación
Durante las décadas de 1960 desarrolló una teoría de la complejidad axiomática. La teoría se basa en la numeración de Gödel y los axiomas de Blum. Aunque la teoría no se basa en ningún modelo de máquina, produce resultados concretos como el teorema de compresión, el teorema de la brecha , el teorema de la honestidad y el teorema de aceleración de Blum.
Algunos de sus otros trabajos incluyen un protocolo para lanzar una moneda por teléfono, una mediana de medianas (un algoritmo de selección de tiempo lineal), el generador de números pseudoaleatorios Blum Blum Shub , el criptosistema Blum-Goldwasser y más recientemente CAPTCHA. 
Blum también es conocido como el asesor de muchos investigadores destacados. Entre los doctorados algunos de sus estudiantes son Leonard Adleman, Dana Angluin, Shafi Goldwasser, Mor Harchol-Balter, Russell Impagliazzo, Silvio Micali, Gary Miller, Moni Naor, Steven Rudich, Michael Sipser, Ronitt Rubinfeld, Umesh Vazirani, Vijay Vazirani, Luis von Ahn y Ryan Williams.